# 阿卢斯坦特
阿卢斯坦特，是西班牙卡斯蒂利亚-拉曼恰瓜达拉哈拉省的一个市镇。总面积93平方公里，总人口257人（2001年），人口密度3人/平方公里。